# Campeonato Francés de Fútbol (USFSA) 1909
El Campeonato Francés de Fútbol 1909 fue la 16.ª edición de dicho campeonato, organizado por la USFSA (Union des Sociétés Françaises de Sports Athlétiques). El campeón fue el SH Marseille.

## Torneo

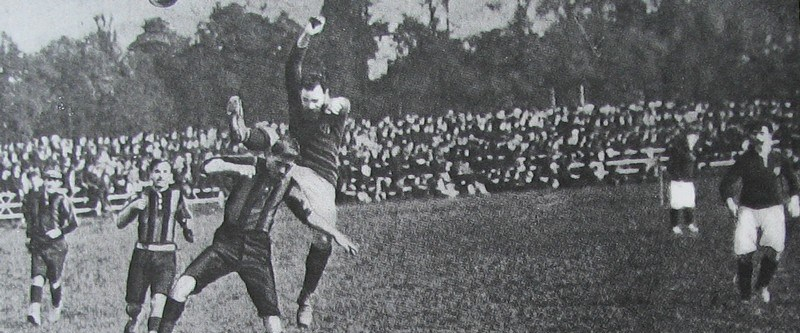
Final : SH Marseille - CA Paris.

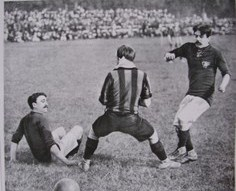
Final : SH Marseille - CA Paris.

### Primera ronda
- Stade Rennais 11-1 Club Malherbe Caennais

### Octavos de final
- Stade Rennais 5-1 Le Havre AC
- CA Paris 17-1 Angers Université Club
- FC Lyon 5-2 Racing Club Franc-Comtois de Besançon
- Racing Club de Reims 4-1 Amiens SC
- Stade nantais université club 1-0 Stade toulousain
- US Tourcoing 3-0 Cercle des Sports Stade Lorrain
- Stade Bordelais UC 2-1 Olympique de Cette
- SH Marseille - Stade Raphaëlois (forfeit del Raphaëlois)

### Cuartos de final
- CA Paris 8-3 Stade Rennais
- Stade Bordelais UC 4-0 Stade nantais université club
- US Tourcoing 3-0 Racing Club de Reims
- SH Marseille 12-0 FC Lyon

### Semifinales
- CA Paris 1-0 US Tourcoing
- SH Marseille - Stade Bordelais UC (forfeit del Bordelais)

### Final
- SH Marseille 3-2 CA Paris